# Eugène Vinaver
Eugène Vinaver (en rus, Евгений Максимович Винавер, Yevgeniĭ Maksimovich Vinaver; Sant Petersburg, 18 de juny de 1899 – Canterbury, 21 de juliol de 1979) fou un estudiós de la literatura, britànic d'origen rus; és conegut per les seves recerques en literatura artúrica i per l'edició de les obres de Thomas Malory; també com a expert en Racine i Flaubert.

## Vida i obra
Vinaver fou fill del jurista i polític jueu rus Maxim Winawer (1863-1926); el 1919 la família s'establí a França, on Vinaver va estudiar a l'École pratique des Hautes Études amb Joseph Bédier. Es va doctorar amb les dues tesis Le Roman de Tristan et Iseut dans l'œuvre de Thomas Malory i Études sur le "Tristan" en prose. Les sources, les manuscrits, bibliographie critique (publicades 
a Paris el 1925). Vinaver es va traslladar després a Anglaterra, on fou alumne a Oxford de Mildred Pope. A partir de 1933 fou professor de llengua i literatura franceses a la Universitat de Manchester, on restà fins a la seva jubilació. Després de jubilat, continuà publicant i fent cursos i conferències per Estats Units, Canadà i el Regne Unit.
El 1947 va publicar una nova edició de l'obra de Malory, però no basada en l'imprès de Caxton de 1485 (l'únic que es coneixia fins aleshores) sinó en un manuscrit del XV, desobert el 1934. Encara en publicà una segona edició el 1967, amb nous comentaris.
El 1928 va fundar una societat artúrica a Oxford, però no va ser fins a 1948, amb Jean Frappier i Roger Sherman Loomis (1887–1966), que van fundar la Société Internationale Arthurienne. El 1961 va ser nomenat membre estranger de la Reial Acadèmia de Llengua i Literatura franceses a Bèlgica. Fou membre corresponent de la British Academy i de la Medieval Academy of America. Va ser nomenat doctor honoris causa per cinc universitats.

## Obres publicades
- Malory, Oxford 1929, Reprint 1992
- Racine. Principes de la tragédie en marge de la poétique d'Aristote, texte établi et commenté, Manchester 1944, Manchester/Paris 1978
- (editor) The Works of Sir Thomas Malory, 3 vol., Oxford 1947, 2a ed. 1967, 3a ed. 1990
- Racine et la poésie tragique, París, 1951
- (editor) The Tale of the death of King Arthur, by Sir Thomas Malory, Oxford 1955
- Form and Meaning in Medieval Romance, 1966
- À la recherche d'une poétique médiévale, 1970 (premi Broquette-Gonin (littérature) 1971)[1]
- The Rise of Romance, 1971
- Entretiens sur Racine, Paris 1984